# FCA (Incoterm)

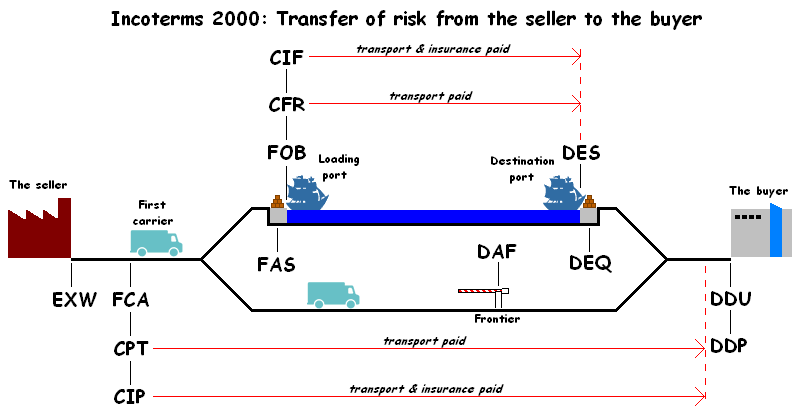
Các nhóm chính trong Incoterm 2000

Free Carrier (Giao cho người vận tải) ký hiệu quốc tế là FCA, là một điều kiện của Incoterm. Nó có thể được dùng cho mọi phương thức vận chuyển, bao gồm cả vận tải đa phương thức, như trong vận tải container trong đó lan can tàu không đóng vai trò có liên quan tới sự xác định điểm vận tải.
FCA cũng là thuật ngữ được sử dụng thay thế cho FOB trong vận tải hàng không.
Theo điều kiện này, người bán phải:
- Lấy giấy phép xuất khẩu, nộp thuế và lệ phí xuất khẩu.
- Giao hàng tại địa điểm và trong thời gian quy định cho người vận tải công cộng thứ nhất đã được người mua chỉ định.
- Cung cấp bằng chứng về việc giao hàng cho người vận tải (vận đơn, biên lai nhận hàng).

Người mua phải:
- Chỉ định kịp thời người vận tải..
- Ký hợp đồng vận tải và trả cước vận tải.
- Chịu rủi ro và tổn thất về hàng từ khi hàng được giao cho người vận tải đã được chỉ định.